# Фаза
Вижте пояснителната страница за други значения на Фаза.
Фаза (в термодинамиката, физикохимията и пр.) се нарича хомогенна част от хетерогенна система, разделена от другите хомогенни части на системата чрез гранична повърхност.
Например в система, състояща се от лед, вода и водни пари в термодинамично равновесие, има три фази: твърда (лед), течна (вода) и газообразна фаза (водни пари).
Тъй като всички газове са неограничено разтворими един в друг, те образуват само една газова фаза. При течностите и твърдите вещества са възможни няколко (съответно течни или твърди) фази. Броя на фазите и броя на компонентите могат да не са еднакви. Една еднокомпонентна система може да има до три фази в равновесие, докато една многокомпонентна система може да се състои и само от една фаза (воден разтвор на готварска сол – два компонента но само една фаза).
Диаграмата, показваща условията за равновесие между различните фази, се нарича фазова диаграма. За еднокомпонентните системи се използва диаграмата налягане-температура. За двукомпонентните смеси се използва тримерна диаграма, свързваща температурата, налягането и състава или двумерни диаграми, свързващи или състава и температурата при постоянно налягане или състава и налягането при постоянна температура. Броя на фазите в равновесие, броя на компонентите и степените на свобода на една система са свързани чрез т.нар. правило за фазите на Уилард Гибс.